# يان تومسون (لاعب دوري الرغبي)
يان تومسون (بالإنجليزية: Ian Thomson)‏ هو لاعب دوري الرغبي أسترالي، ولد في 16 مايو 1956.